# Zëri i Popullit
Zëri i Popullit (en français : « La Voix du Peuple ») est un quotidien albanais. Fondé le 25 août 1942, il est à l'origine l'organe officiel du Parti communiste d'Albanie et un des principaux titres de la presse clandestine antifasciste. Il reprend, pendant toute la guerre, des articles et des tribunes écrites par le chef de la résistance communiste, Enver Hoxha, écrits de combats mais aussi prémices d'une « doctrine » communiste atypique, qui se met en place dans les années d'après-guerre.
En 1948, Zëri i Popullit devient l'organe du Parti du Travail d'Albanie (nouveau nom du PC albanais), et le reste jusqu'en 1992, année de la fin de la République populaire socialiste d'Albanie. Pendant plusieurs décennies, ses pages ont reflété les positions officielles du gouvernement, reprenant les mots d'ordres du parti et participant au « culte de la personnalité » d'Enver Hoxha jusqu'à sa mort en 1985.
Zëri i Popullit est aujourd'hui l'organe du Parti socialiste d'Albanie, successeur du Parti du Travail. Il tire à 25 000 exemplaires (2011).